# Efod

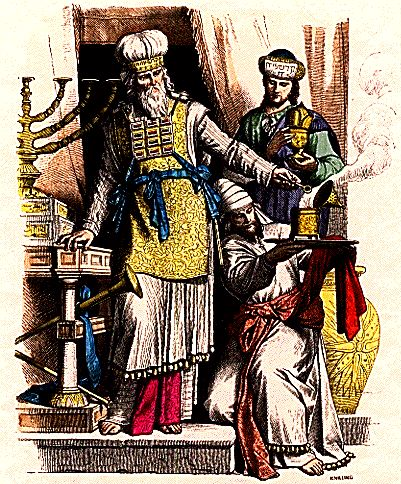
Summe sacerdot jueu portant les vestidoras sagrades, el efod apareix representat en groc.

L'efod és un vestit sacerdotal usat pels jueus.
És una de les vestidures sacerdotals de l'Antic Testament. En llatí es diu superhumerale perquè queia sobre les esquena, cenyint les altres vestidures. En el capítol 28 de l'Èxode Déu mana a Moisés que facin les vestidures del Summe Sacerdot i dels altres inferiors i diu que "L'efod l'han de fer de lli ben filat, brodat artísticament amb or, i de llana tenyida de porpra violeta i vermella i d'escarlata. Anirà subjectat a les espatlles pels dos extrems amb dos tirants i tindrà un cinyell que formarà part de la mateixa peça; aquest també serà de lli ben filat, d'or, i de llana tenyida de porpra violeta i vermella i d'escarlata. Pren dues pedres d'ònix i fes-hi gravar els noms de les tribus d'Israel: sis en una pedra i sis en l'altra, per ordre de naixement dels fills de Jacob. Els noms s'han de gravar com els orfebres graven les pedres precioses. Després fes encastar les dues pedres en muntures d'or i posa-les damunt els dos tirants de l'efod, com a memorial de les dotze tribus d'Israel. Així, quan Aaron es presentarà davant el Senyor, portarà en els tirants els noms de les tribus perquè el Senyor tingui present el seu poble."

## Forma
No hi ha conformitat en els autors sobre la forma de l'efod. Segons Flavi Josep era una espècie de túnica curta; deixava sobre l'estómac una obertura com de quatre dits en quadre, coberta pel racional. Filó ho compara amb una cuirassa i sant Jeroni amb el vestit anomenat caracal·la.

## Usos en l'Antic Testament
L'efod era una vestidura peculiar dels sacerdots, però es distingia el seu i el del pontífex per ser únicament de lli. Sembla que també elvan usar els reis, com es llegeix de David (IISamuel 6:14), en la solemne transacció de l'Arca. També es llegeix de Gedeó (Jutges 8:24-28) que va manar fabricar un efod amb les despulles dels madianites i ho va dipositar en Ephra, on residia, fent-li servir d'adorn per als sacerdots dels ídols, a imitació del que feia el pontífex dels hebreus per consultar al Senyor.